# Rhomboidella canariensis
Rhomboidella canariensis is een tweekleppigensoort uit de familie van de Mytilidae. De wetenschappelijke naam van de soort is voor het eerst geldig gepubliceerd in 1932 door Odhner.